# Муриково (разъезд)
Муриково — железнодорожный разъезд на линии Шаховская — Ржев-Балтийский Октябрьской железной дороги. Расположен в посёлке Муриковский разъезд городского округа Шаховская Московской области. Входит в Московский центр организации работы железнодорожных станций ДЦС-1 Октябрьской дирекции управления движением.
Первый остановочный и раздельный пункт на данном направлении от Москвы (Рижское направление), относящийся не к Московской, а к Октябрьской железной дороге, одновременно первый на неэлектрифицированном участке. Единственный раздельный пункт ОЖД на этой линии в Московской области (далее идут только два о.п., затем Тверская область).
Разъезд состоит из двух путей, расположен в кривой. У южного пути находится низкая платформа с изгибом и здание ДСП. На разъезде имеют остановку две пары в сутки пригородного поезда на тепловозной тяге маршрута Шаховская — Ржев-Балтийский (на 2022 год выполняется одновагонным дизель-поездом). Пригородные поезда Москва — Муравьёво остановки не имеют.
Деревня Муриково городского округа Шаховская, по которой разъезд получил название, находится в 4 километрах южнее.